# Ћилибар
Ћилибар или јантар је фосилна смола, која се употребљава за израду накита и лакирање. Иако није минерал, јер нема кристалну структуру, сматра се драгим камењем. Грчки назив за ћилибар је електрон, те одатле потиче и назив за електрицитет (приликом трљања, ћилибар се наелектрише). Ћилибар се добијао из четинарског дрвета Pinus succinifera, које је изумрло. То је тврди ломљиви материјал, ароматичан, растворљив у киселинама. Обично је полутранспарентан са сјајном површином. Могуће га је полирати. Садржи сукцинатну киселину у комплексираном облику. Синтетички ћилибар је фенол-формалдехидна (или друга) смола. Јантарно уље је смеса терпена и користи се за лакирање.
Постоји пет класа ћилибара, дефинисаних на основу њихових хемијских састојака. Пошто потиче од меке, лепљиве смоле дрвета, ћилибар понекад садржи животињски и биљни материјал као инклузије. Ћилибар који се јавља у слојевима угља такође се назива ресинит, а термин амбрит се примењује на онај који се налази у угљеним слојевима Новог Зеланда.

## Распрострањеност
Налазишта ћилибара се могу наћи у многим земљама света. Најпознатија налазишта у Европи су она у балтичким земљама, 90% ћилибара се добија у руском Калининграду, остало у Естонији, Летонији, Литванији, Пољској и Немачкој; има га у Швајцарској, Аустрији и на Сицилији. У Америци га има највише у Доминиканској Републици.
Балтички ћилибар је настао у терцијару, већим делом у олигоценској епохи пре 40-60 милиона година.

## Порекло ћилибара
Почетком 19. века сматрало се да ћилибар потиче искључиво из области Балтика. Пруски хемичар Ото Хелм, полазећи од чињенице да балтички ћилибар садржи висок степен сукцинатне киселине, закључио је да балтички карактерише најмање 3% ове супстанце. Годинама је проценат сукцинатске киселине био тест за утврђивање порекла ћилибара.
Анализа ћилибара, првенствено инфрацрвена спектрографија, може бити јасан показатељ културних преображаја праисторијских заједница. Ћилибар је пронађен у микенским гробовима и на медитеранским налазиштима која датирају из бронзаног и гвозденог доба.
Осим методе инфрацрвене спектрографије, за утврђивање састава ћилибара користе се још и гасна хроматографија, хроматографија танког слоја, спектрометрија масе, нуклеарно магнетна резонанца, неутронска активизација. Ове методе дају углавном сличне резултате и могу да послуже за проверу резултата инфрацрвене спектрографије, која је најједноставнија, најбржа и најекономичнија, за утврђивање порекла ћилибара.

## Састав и формирање
Ћилибар је хетероген по саставу, али се састоји од неколико смоластих тела мање или више растворљивих у алкохолу, етру и хлороформу, повезаних са нерастворном битуменском супстанцом. Ћилибар је макромолекул формиран полимеризацијом слободних радикала неколико прекурзора из породице лабдана, нпр. комуниска киселина, кумунол и биформен. Ови лабдани су дитерпени и триени, повезани са органским скелетом са три алкенске групе за полимеризацију. Како ћилибар сазрева током година, долази до више полимеризације, као и реакција изомеризације, умрежавања и циклизације.
Загрејан изнад 200 °C (392 °F), ћилибар се распада, дајући уље од ћилибара и оставља црни талог који је познат као „ћилибарска колофонија” или „ћилибарска смола”; када се раствори у терпентинском или у ланеном уљу формира „ћилибарски лак”.

### Формација
Молекуларна полимеризација, која је резултат високих притисака и температура произведених наткривним седиментом, трансформише смолу прво у копал. Дуготрајна топлота и притисак истискују терпене и резултирају формирањем ћилибара.
Да би се то десило, смола мора бити отпорна на пропадање. Многе врсте дрвећа производе смолу, али у већини случајева ова наслага се разграђује физичким и биолошким процесима. Излагање сунчевој светлости, киши, микроорганизмима (као што су бактерије и гљивице) и екстремним температурама имају тенденцију да дезинтегришу смолу. Да би смола опстала довољно дуго да постане ћилибар, мора да буде отпорна на такве силе или да се производи у условима који их искључују.

### Ботаничко порекло
Фосилне смоле из Европе спадају у две категорије, чувени балтички ћилибар и други који подсећа на групу Agathis. Фосилне смоле из Америке и Африке су блиско повезане са модерним родом Hymenaea, док се сматра да су балтички ћилибар фосилне смоле из биљака породице Sciadopityaceae које су некада живеле у северној Европи.

### Физичке особине
Већина ћилибара има тврдоћу између 2,0 и 2,5 по Мосовој скали, индекс преламања од 1,5–1,6, специфичну тежину између 1,06 и 1,10 и тачку топљења од 250–300 °C.

### Инклузије
Ненормалан развој смоле у живим стаблима (succinosis) може довести до стварања ћилибара. Нечистоће су прилично често присутне, посебно када је смола пала на тло, те материјал може бити бескористан осим за прављење лака. Такав нечисти ћилибар назива се фирнис.
Такво укључивање других супстанци може проузроковати да ћилибар добије неочекивану боју. Пирити могу дати плавичасту боју. Коштани ћилибар дугује своју мутну непрозирност бројним сићушним мехурићима унутар смоле. Међутим, такозвани црни ћилибар је заправо само врста гагата.
У тамно замагљеном, па чак и непрозирном ћилибару, инклузије се могу снимити коришћењем рендгенских зрака високе енергије, високог контраста и високе резолуције.

## Екстракција и обрада

### Дистрибуција и рударство
Ћилибар је глобално распрострањен, углавном у стенама периода креде или млађим. Историјски гледано, обала западно од Калињинграда у Пруској била је водећи светски извор ћилибара. Први помени о налазиштима ћилибара овде датирају из 12. века.. Око 90% светске експлоатације ћилибара се још увек одвија у тој области, која је 1946. године постала Калињинградска област Русије.
Комади ћилибара откинути са морског дна избацују се таласима и сакупљају ручно, јаружањем или роњењем. На другим местима, ћилибар се ископава, како на отвореним површинама, тако и у подземним галеријама. Затим се морају уклонити чворићи плаве земље и очистити непрозирна кора, што се може урадити у ротирајућој буради са песком и водом. Ерозија уклања ову кору са ћилибара истрошеног морем.
Доминикански ћилибар се ископава путем звонастих ископа, што је опасно због опасности од урушавања тунела. Још један важан извор ћилибара је држава Качин у северном Мјанмару, која је главни извор ћилибара у Кини најмање 1800 година. Савремено ископавање овог лежишта привукло је пажњу због несигурних услова рада и његове улоге у финансирању унутрашњих сукоба у земљи. Ћилибар из Ровњенске области Украјине, који се назива ровењским ћилибаром, илегално копају организоване криминалне групе, које крче околна подручја и пумпају воду у седименте да би екстраховали ћилибар, што изазива озбиљно погоршање животне средине.